# Barry (Altos Pirenéus)
Barry é uma comuna francesa na região administrativa da Occitânia, no departamento dos Altos Pirenéus. Estende-se por uma área de 2.54 km², e possui 126 habitantes, segundo o censo de 2018, com uma densidade de 50 hab/km².